# Józefin (rejon piński)
Józefin (biał. Юзафіны; ros. Юзефины) – wieś na Białorusi, w obwodzie brzeskim, w rejonie pińskim, w sielsowiecie Łyszcze.
W dwudziestoleciu międzywojennym miejscowość leżał w Polsce, w województwie poleskim, w powiecie pińskim, w gminie Łohiszyn. Znajdował się tu dwór Skirmuntów, niezachowany do czasów współczesnych.
Po II wojnie światowej w granicach Związku Sowieckiego. Od 1991 w niepodległej Białorusi.